# TD-SCDMA
TD-SCDMA – Time Division Synchronous Code Division Multiple Access lub UTRA/UMTS-TDD 1.28 Mcps Low Chip Rate (LCR), jest to powietrzny interfejs, który jest w telekomunikacji komórkowej UMTS w sieciach w Chinach jako alternatywne rozwiązanie dla W-CDMA. Razem z TD-CDMA, jest także znane jako UMTS-TDD lub IMT 2000 Time-Division (IMT-TD).
Nazwa „TD-SCDMA” może wprowadzić w błąd. Podczas gdy sugeruje to, że odnosi się tylko do metody dostępu do kanału w oparciu o CDMA, tak właściwie jest to nazwa, która odnosi się do całościowej specyfikacji powietrznego interfejsu.
TD-SCDMA używa metody dostępu do kanału S-CDMA w różnych przedziałach czasowych.

## Cele
TD-SCDMA jest wykorzystywana w Chinach przez Chinese Academy of Telecommunications Technology (CATT), Datang i Siemens AG, w celu osiągnięcia niezależności od zachodniej technologii. To dzieje się głównie z praktycznych powodów, dlatego że inne formaty 3G wymagają zapłaty za zachodnie patenty.
Aczkolwiek zwolennicy TD-SCDMA również twierdzą, że to lepiej się sprawdza w bardziej zaludnionych obszarach. Co więcej powinno sprawdzać się we wszystkich sytuacjach, podczas gdy W-CDMA jest zoptymalizowane dla symetrycznego przekazu i makro komórek i TD-CDMA jest najlepiej funkcjonalne w sytuacjach gdzie jest mało użytku jeśli chodzi o micro lub pico komórki.
TD-SCDMA jest oparte na szerokim spektrum technologii, co sprawia, że będzie w stanie uniknąć opłat za licencje patentów zachodnich. Uruchomienie narodowej sieci TD-SCDMA wstępnie przewidywane było na 2005 rok, ale jak do tej pory nie zostało to jeszcze osiągnięte; ostatni etap „prób komercyjnych” w ośmiu miastach został rozpoczęty 1 kwietnia 2008 r. i ostatecznie będzie obejmował 60 000 użytkowników..
7 stycznia 2009 r. Chiny dały licencje na TD-SCDMA 3G firmie China Mobile.
21 września 2009 r. China Mobile oficjalnie ogłosiła, że miała 1,327 miliona użytkowników TD-SCDMA pod koniec sierpnia 2009 r.

## Rozmieszczenie i użytkowanie
20 stycznia 2006 r. Ministerstwo Przemysłu i Informatyki w Chinach oficjalnie ogłosiło, że TD-SCDMA jest standardem telefonii 3G w Chinach. 15 lutego 2006 r. terminarz otworzenia sieci w Chinach został ogłoszony, zakładając że przedkomercyjne próby będą miały miejsce po ukończeniu testów na sieci w wybranych miastach. Te próby trwały od marca do października 2006 r., ale rezultaty najwyraźniej nie były satysfakcjonujące. Na początku 2007 r. rząd Chin nakazał największej sieci komórkowej China Mobile, aby stworzył próbne sieci komercyjne w ośmiu miastach i nakazał dwóm firmom China Telecom i China Netcom, aby stworzyły po jednej sieci w dwóch innych miastach. Ukończenie budowy próbnych sieci było zaplanowane na ostatni kwartał 2007 r., ale opóźnienia spowodowały, że budowa została ukończona dopiero na początku 2008 r..
Standard został zaadaptowany przez 3GPP since Rel-4, znany jako „UTRA TDD 1.28Mcps Option”.
28 marca 2008 r. China Mobile Group ogłosiła TD-SCDMA „komercyjne próby” dla 60 000 próbnych użytkowników ośmiu miast począwszy od 1 kwietnia 2008 r. Sieci wykorzystujące inne standardy 3G (WCDMA and CDMA2000 EV/DO) nadal nie zostało uruchomione w Chinach, dlatego że ich uruchomienie zostało odłożone do czasu, kiedy TD-SCDMA było gotowe na komercyjny start.
W styczniu 2009 r. Ministerstwo Przemysłu i Informatyki (MIIT) w Chinach podjęło nietypowy krok, przypisując licencje na trzy różne standardy telefonii 3G trzem dostawcom, co spowodowało wydatek 41 mld dolarów na nowy sprzęt. TD-SCDMA został przypisany do China Mobile, największego dostawcy telefonów jeśli chodzi o liczbę użytkowników. To wydawało się być próbą zapewnienia, że ten nowy system miał wystarczające wsparcie finansowe i techniczne, aby się powiodło. Licencje na dwa pozostałe standardy 3G, WCDMA i CDMA-2000, zostały przypisane do China Unicom i China Telecom. Technologia 3G wspiera surfowanie w sieci, bezprzewodowe video i inne usługi, a rozpoczęcie tych usług zwiększy dochód.

## Najważniejsze informacje techniczne
TD-SCDMA wykorzystuje TDD, w przeciwieństwie do FDD który wykorzystywany jest przez W-CDMA. Poprzez dynamiczne dostosowywanie liczby przedziałów czasowych używanych w downlink i uplink, system może łatwiej tolerować asymetryczny przekaz z wymogami wskaźnika danych na downlink i uplink innych niż dla FDD. Ponieważ to nie wymaga sparowanego spectrum dla downlink and uplink, elastyczność przypisywania spectrum wzrasta. Co więcej wykorzystywanie tej samej częstotliwości dla uplink and downlink oznacza, że stan kanałów jest ten sam na obu kierunkach, a ta baza danych może wydedukować informacje o kanale downlink z oszacowaniem kanału uplink, co jest przydatne do wykorzystywania techniki kształtowania wiązki.
TD-SCDMA także wykorzystuje TDMA w dodatku do CDMA wykorzystywanego w W-CDMA. To redukuje liczbę użytkowników dla każdego przedziału czasowego, co redukuje skomplikowanie wdrożenia multiuser detection i beamforming (kształtowanie wiązki), ale nie kontynuujące transmisje także redukuje zasięg (z powodu większego zapotrzebowania na moc w godzinach szczytu), ruchowość (z powodu niższej kontroli mocy częstotliwości) i komplikuje algorytmy zarządzania zasobami radiowymi.
Litera „S” w TD-SCDMA reprezentuje „synchroniczny”, co oznacza, że sygnały uplink są synchronizowane w bazie danych odbiorcy, jest to osiągnięte przez ciągłe dopasowywanie zmiany czasu. Redukuje to zakłócenia pomiędzy użytkownikami tej samej ramy czasowej, używając różne kody poprzez udoskonalanie orthogonality, w ten sposób zwiększają możliwości systemu, powodując złożoność sprzętu, aby osiągnął synchronizacje uplink.

## Dokumentacja
- TS 25.201 Physical Layer – General Description – Describes basic differences between FDD and TDD.
- TS 25.221 Physical channels and mapping of transport channels onto physical channels (TDD)
- TS 25.222 Multiplexing and channel coding (TDD)
- TS 25.223 Spreading and modulation (TDD)
- TS 25.224 Physical layer procedures (TDD)
- TS 25.225 Physical layer – Measurements (TDD)